# アメリカ合衆国の交通

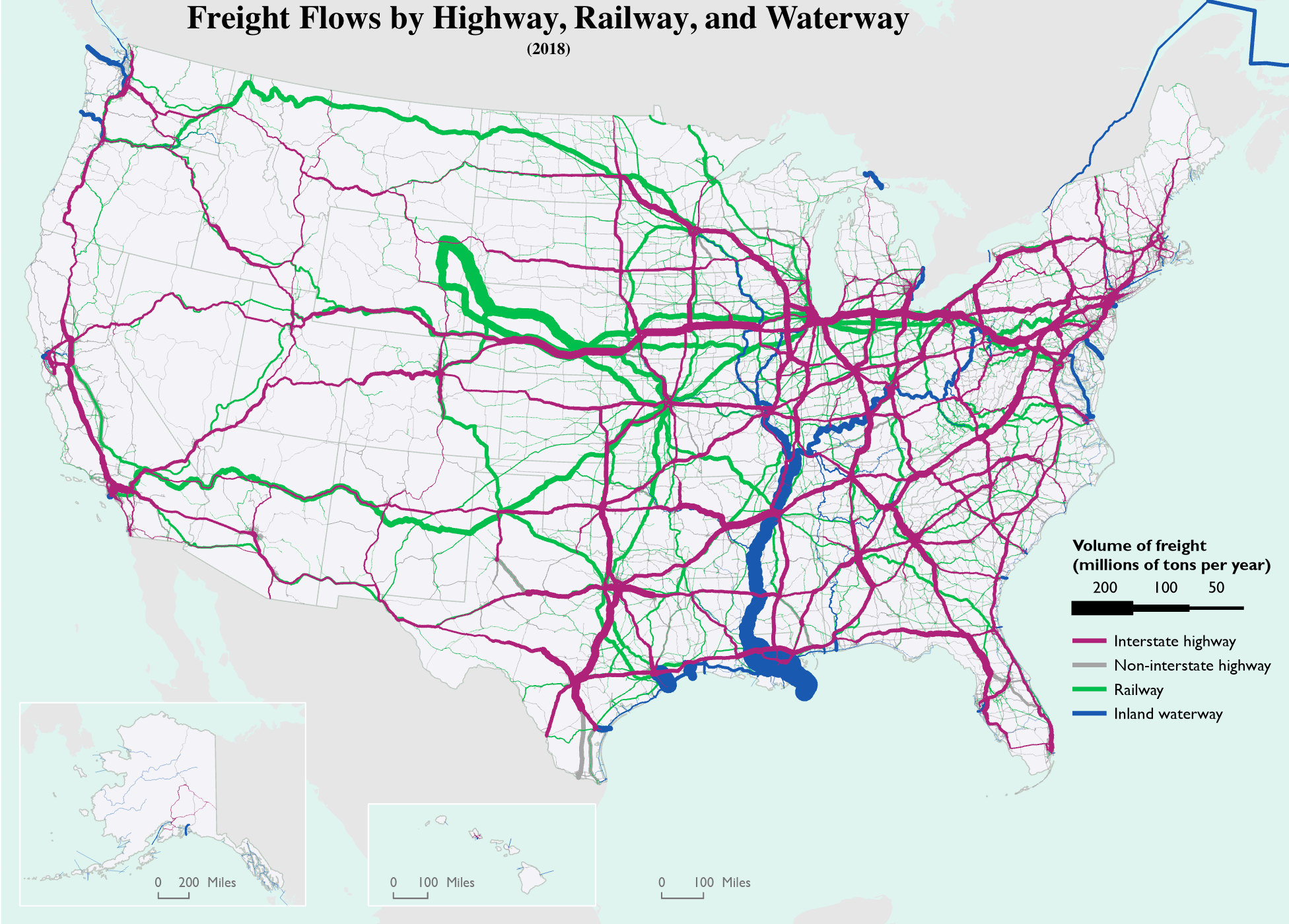
米国の貨物輸送網
越州高速道路
高速道路
鉄道
内陸水運

アメリカ合衆国の交通（アメリカがっしゅうごくのこうつう）は陸路、海路、空路の全方面にわたって発達してきた。鉄道による旅客運輸、大都市での自動車通勤による交通渋滞などの面での脆弱性をかかえながらも、アメリカは世界で最も発達した交通・運輸系統をもつ国の1つである。
全米の交通と運輸はアメリカ合衆国連邦政府の運輸省、各州は州政府の運輸部門が担当している。

## 歴史
アメリカ州の先住民族であるインディアンは多くの道を作っていたが、統一王朝または国家を作ったことはなく、長距離の道は作っていなかった。17世紀に始まるスペイン、フランス、次いでオランダ、イギリスなどによる植民地の発達により、徐々に交通が整備されてゆく。
以前の幌馬車 (Pony Express) の時代を経て、最初の大陸横断鉄道が完成したのは1869年で、州間高速道路の建設は連邦補助高速道路法の制定された1956年に開始されている。

## 統計

### 旅客
| 手段                   | 旅客マイル（百万） | ％     |
| ---------------------- | ------------------ | ------ |
| 道路（合計）           | 4,273,876          | 86.93% |
| 乗用車、オートバイ     | 3,692,760          | 75.11% |
| トラック               | 268,318            | 5.46%  |
| バス                   | 312,797            | 6.36%  |
| 航空                   | 580,501            | 11.81% |
| 鉄道（合計）           | 37,757             | 0.77%  |
| 公共交通               | 19,832             | 0.40%  |
| 通勤鉄道               | 11,121             | 0.23%  |
| 長距離/Amtrak          | 6,804              | 0.14%  |
| その他（フェリーなど） | 4,156              | 0.08%  |

世界で2番目に大きな自動車市場である米国は 、一人当たりの自動車所有率が世界で最も高く、国民1000人あたりの自動車保有台数は 865 台であった。

### 貨物
| 年           | 1980   | 1984   | 1988   | 1992   | 1996   | 2000   | 2004   | 2008   | 2012   | 2016   | 2018   | 2020   | 2021   |
| ------------ | ------ | ------ | ------ | ------ | ------ | ------ | ------ | ------ | ------ | ------ | ------ | ------ | ------ |
| 航空         | 61     | 76     | 119    | 143    | 188    | 219    | 240    | 201    | 181    | 201    | 233    | 274    | 294    |
| トラック     | 19,003 | 22,071 | 20,730 | 24,043 | 23,563 | 29,291 | 33,302 | 27,385 | 26,844 | 30,088 | 32,876 | 32,900 | 31,290 |
| 鉄道         | 13,607 | 13,141 | 14,975 | 15,575 | 19,797 | 21,403 | 24,273 | 25,947 | 25,003 | 23,147 | 25,252 | 21,021 | 22,394 |
| 水運         | 14,835 | 14,110 | 14,172 | 13,860 | 12,705 | 11,146 | 10,886 | 9,255  | 8,426  | 8,482  | 8,888  | 7,876  | 8,093  |
| パイプライン | 15,300 | 14,780 | 15,639 | 15,321 | 16,112 | 14,130 | 12,711 | 14,327 | 12,510 | 12,698 | 14,474 | 14,263 | 14,721 |
| 合計         | 61,430 | 63,028 | 64,457 | 67,590 | 70,824 | 74,471 | 79,626 | 75,459 | 71,470 | 73,109 | 81,723 | 76,334 | 76,792 |

## 道路

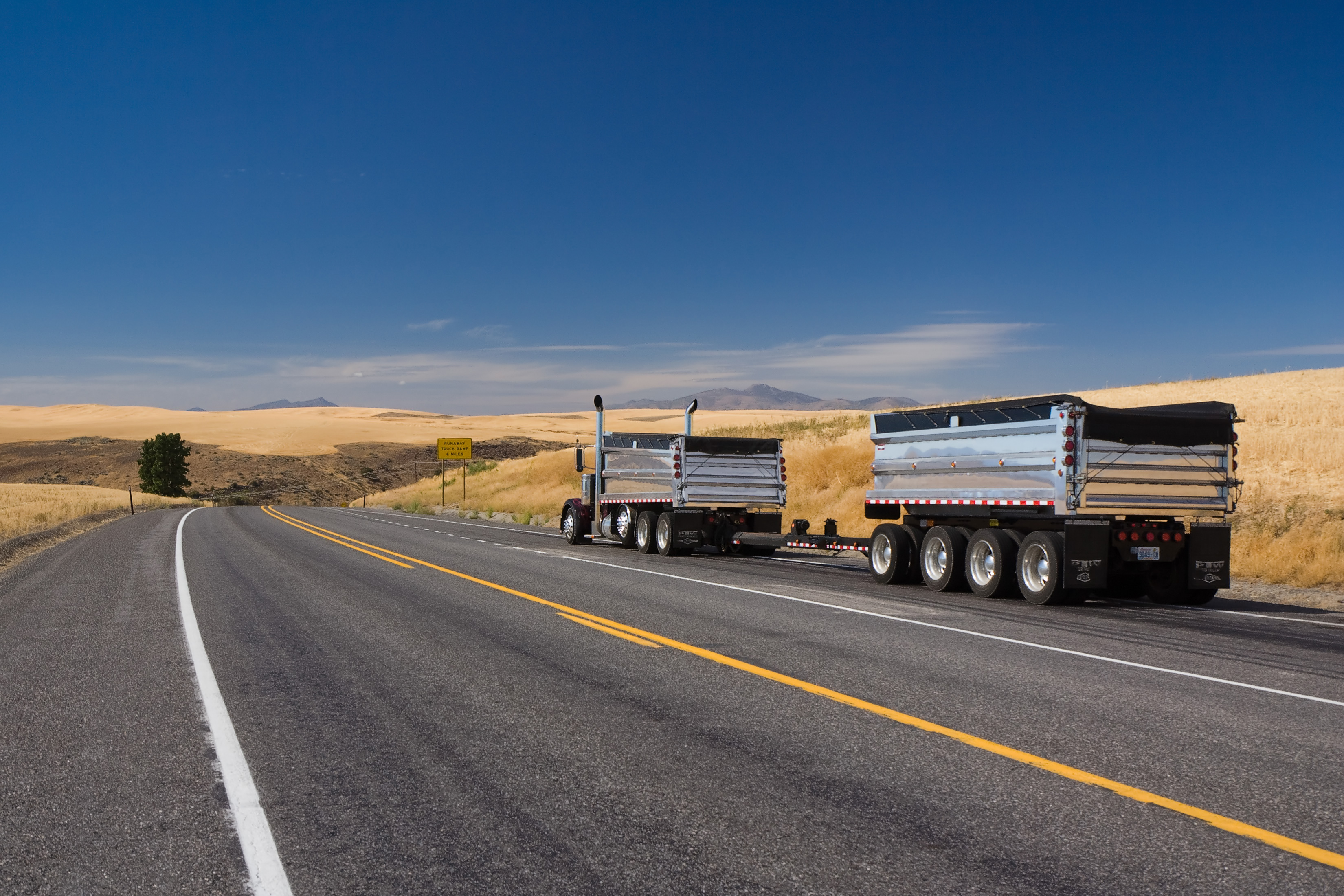
トラック輸送（ワシントン州東部で）

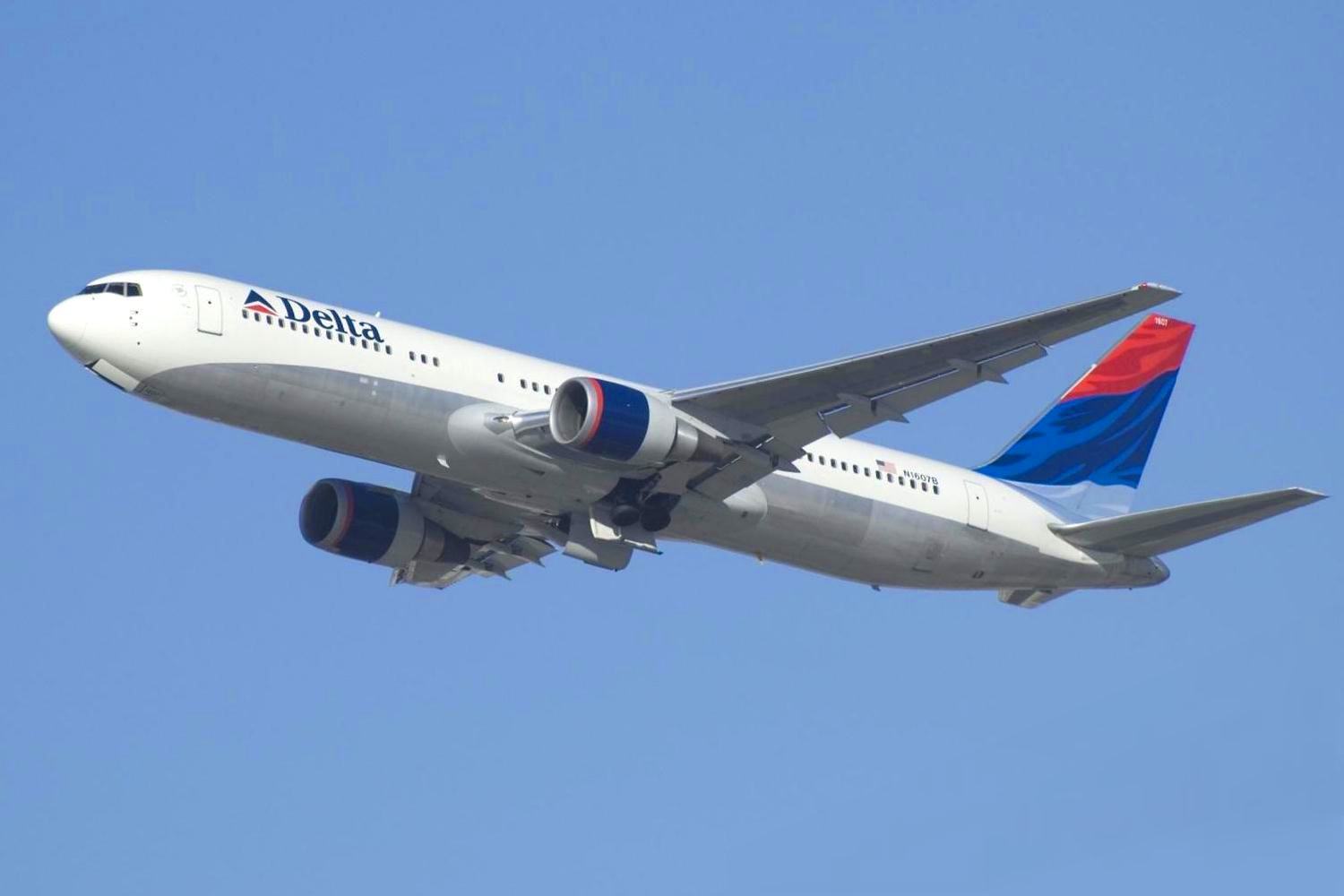
ボーイング767（デルタ航空）

国道、一般道路も発達しているが、20世紀の第二次世界大戦以降の州間高速道路の整備は目を見張るものがある。こうした道路を利用した大型トラックによる貨物輸送が、米国ではとくに盛んである。

### 国道
米国の国道は第一次世界大戦後の1920年代に整備され、現在は東端の国道1号線から米国の心臓部を通り、歌にまでなった「ルート66」（国道66号線）、西端の国道101号線などがある。

### 州間高速道路
米国といえば州間高速道路（インターステート・ハイウェイ）といわれるほど、西端の州間高速道路5号線から東端の州間高速道路95号線まで、南は州間高速道路10号線から北の州間高速道路90号線・94号線・96号線まで、ほとんどが無料で開放されている。また、大都市の環状道路もI200番台、I400番台の州間高速道路として整備されてきた。

## 鉄道
鉄道の主力はアメリカを走るアセラのような高速鉄道や、旅客輸送ではなく貨物輸送であり、鉄道貨物輸送量はトンキロ換算で世界第二位である（2020年）。

## 市内交通
市内交通には以下が利用されている。
- 地下鉄
- バス
- トロリーバス
- 路面電車
- タクシー
- 自家用車
- 自転車

## 水路
水路を利用した水運としては、海運と河川・運河を使った輸送がある。

### 海路
米国は東部を大西洋、南部をメキシコ湾、西部は太平洋にかこまれ、また地続きでないアラスカ州やハワイ州をかかえ、海運は交通・運輸のうち重要な要素である。

### 河川・運河
ミシシッピ川、オハイオ川、ミズーリ川、ハドソン川、コロンビア川などの大河川をかかえるアメリカ合衆国は、河川上の輸送も発達している。また、大西洋からニューヨーク市・ハドソン川を経て五大湖に達するニューヨーク州運河システム（エリー運河を含む）もある。

## 空路
5つの時間帯を抱えるほどの広い国土の米国では、航空路が発達している。また、世界的な航空機製造会社、航空会社も多い。

## パイプライン
石油と天然ガスをテキサス州・カリフォルニア州・その他の州で産出する米国では、これらを輸送するパイプラインも重要で、カリフォルニア・ネヴァダ・パイプライン (CalNev Pipeline) 、トランス・アラスカ・パイプラインなどがある。

## 軍用交通
アメリカ軍は上に述べた民間用の交通機関とは別に、陸軍、海軍、空軍、海兵隊は軍事基地を持っており、有事の際には大統領命令で民間用の機関も収容できる。